# Hyomys goliath
Hyomys goliath és una espècie de mamífer rosegador de la família dels múrids. És endèmic de Papua Nova Guinea, on viu a altituds d'entre 1.400 i 2.800 msnm. El seu hàbitat natural són els boscos tropicals humits, les vores dels boscos i els jardins vells. És una espècie en risc mínim, és a dir, no sembla que hi hagi cap amenaça significativa per a la seva supervivència. El seu nom específic, goliath, es refereix a Goliat.